# Armadillo de los Infante
Armadillo de los Infante es una localidad del estado de San Luis Potosí, México. Es cabecera del municipio de Armadillo de los Infante.

## Demografía
| Censo | Población |
| ----- | --------- |
| 2020  | 307       |
| 2010  | 328       |
| 2005  | 325       |
| 2000  | 328       |
| 1995  | 377       |
| 1990  | 408       |
| 1980  | 471       |
| 1970  | 539       |
| 1960  | 646       |
| 1950  | 582       |
| 1940  | 670       |
| 1930  | 658       |
| 1921  | 544       |
| 1910  | 1372      |
| 1900  | 1108      |